# Gmina Kańczuga
Die Gmina Kańczuga ist eine Stadt-und-Land-Gemeinde im Powiat Przeworski der Woiwodschaft Karpatenvorland in Polen. Ihr Sitz ist die gleichnamige Stadt mit etwa 3200 Einwohnern.

## Geographie
Die Gemeinde liegt im Südosten Polens und hat eine Fläche von etwa 105 km². 50 Kilometer südlich verläuft die Staats- und zugleich EU-Außengrenze zur Ukraine, etwa 80 Kilometer südlich verläuft die Grenze zur Slowakei.

## Gliederung
Die Stadt-und-Land-Gemeinde (gmina miesko-wiejska) hat etwa 12.400 Einwohner. Zu ihr gehören neben der namensgebenden Stadt 14 Dörfer mit Schulzenämtern (sołectwo):
Bóbrka Kańczucka, Chodakówka, Krzeczowice, Lipnik, Łopuszka Mała, Łopuszka Wielka, Medynia Kańczucka, Niżatyce, Pantalowice, Rączyna, Siedleczka, Sietesz, Wola Rzeplińska, und Żuklin.

## Verkehr
Durch Gemeinde und Stadt führen in Nord-Süd-Richtung die Woiwodschaftsstraßen 835 (DW 835) und von Ost nach West die DW 881. Die DW 835 kreuzt in Przeworsk die Europastraße 40 (E 40). Die DW 881 mündet nach 30 Kilometern nördlich von Przemyśl in die E 40.
An der Schmalspurbahn Przeworsk–Dynów liegen die Stationen Krzeczowice, Kańczuga, Łopuszka Mała, Łopuszka Wielka und Manasterz (benannt nach einem Ort der Nachbargemeinde Jawornik Polski).